# Lithocarpus ewyckii
Lithocarpus ewyckii là một loài thực vật có hoa trong họ Cử. Loài này được (Korth.) Rehder mô tả khoa học đầu tiên năm 1929.